# Apegus rufipes
Apegus rufipes är en stekelart som beskrevs av Mikhail Vasilievich Kozlov och Kononova 1986. Apegus rufipes ingår i släktet Apegus och familjen Scelionidae. Inga underarter finns listade i Catalogue of Life.